# Florian Schieder
Florian Schieder (* 26. Dezember 1995) ist ein italienischer Skirennläufer aus Kastelruth, Südtirol. Er startet in den Disziplinen Abfahrt, Super-G sowie in der Kombination.

## Biografie
Schieder nimmt seit Januar 2011 an FIS-Rennen teil. Am 10. Dezember 2015 gab er sein Debüt im alpinen Skieuropacup. Im Super-G von Sölden platzierte er sich mit Platz 31 knapp außerhalb der Punkteränge. Am 15. März 2013 konnte er mit Platz 3 in der Abfahrt von Sella Nevea seine bisher einzige Podiumsplatzierung in diesem Bewerb holen.
Im Weltcup stand Schieder erstmals am 27. Januar 2017 in der Abfahrt von Garmisch-Partenkirchen am Start. Mit Platz 39 gewann er keine Punkte. Bereits in seinem vierten Weltcuprennen konnte er sich erstmals in den Punkterängen platzieren. In der Abfahrt von Kvitfjell belegte er am 11. März 2018 Platz 27. Am 20. Januar 2023 erreichte Schieder bei der Abfahrt in Kitzbühel auf der Streif mit der hohen Startnummer 43 mit dem zweiten Platz sein bestes Weltcupresultat. Dieses Ergebnis wiederholte er ein Jahr später am selben Ort.

## Erfolge

### Weltmeisterschaft
- Courchevel 2023: 7. Abfahrt
- Saalbach-Hinterglemm 2025: 6. Team-Kombination, 16. Abfahrt

### Weltcup
- 6 Platzierungen unter den besten zehn, dabei 2 Podestplätze

### Weltcupwertungen
| Saison  | Gesamt | Gesamt | Abfahrt | Abfahrt | Super-G | Super-G | Kombination | Kombination |
| Saison  | Platz  | Punkte | Platz   | Punkte  | Platz   | Punkte  | Platz       | Punkte      |
| ------- | ------ | ------ | ------- | ------- | ------- | ------- | ----------- | ----------- |
| 2017/18 | 151.   | 4      | –       | –       | 47.     | 4       | –           | –           |
| 2019/20 | 137.   | 13     | –       | –       | 54.     | 6       | 39.         | 7           |
| 2020/21 | 119.   | 18     | 40.     | 18      | –       | –       | –           | –           |
| 2022/23 | 34.    | 236    | 10.     | 222     | 50.     | 14      | –           | –           |
| 2023/24 | 43.    | 196    | 11.     | 194     | 59.     | 2       | –           | –           |
| 2024/25 | 58.    | 141    | 16.     | 128     | 50.     | 13      | –           | –           |

### Europacup
- Saison 2022/23: 3. Super-G-Wertung
- 3 Podestplätze, davon 1 Sieg:

| Datum            | Ort                    | Land        | Disziplin |
| ---------------- | ---------------------- | ----------- | --------- |
| 14. Februar 2023 | Garmisch-Partenkirchen | Deutschland | Super-G   |

### Juniorenweltmeisterschaften
- Sochi 2016: 21. Abfahrt, 23. Super-G

### Weitere Erfolge
- 1 Siege in FIS-Rennen